# فردوس آباد (قلعة خواجة)
فردوس آباد (بالفارسية: فردوس‌آباد) هي منطقة سكنية تقع في إيران في قسم قلعة خواجة الريفي. يقدر عدد سكانها بـ 231 نسمة .